# 米夏埃尔·穆拉赫
米夏埃尔·穆拉赫（德語：Michael Murach，1911年2月1日—1941年8月16日），德国男子拳击运动员。他曾代表德国参加1936年夏季奥林匹克运动会拳击比赛，获得男子147磅级银牌。